# Маракаси
Маракасите са музикални перкусионни инструменти от групата на фрикционните идиофони.
Състоят се от две кръгли кухи тела, пълни с ориз, семена, пясък или синтетичен пълнеж, и дървени или пластмасови дръжки. Самите кухи тела могат да са направени от дърво, кокосови орехи, кратунки и др. При тръскане маракасите издават свистящ звук.
Музиканти от Куба и Венецуела са издигнали свиренето на маракаси до нивото на цяло изкуство.
Вид маракаси, характерни за музиката на Зимбабве, са хошо. Те се използват в стила шона и акомпанират на инструмента калимба.